# ≠Me
≠Me (jap. ノットイコールミー Nottoikōrumii zapis stylizowany ≠ME) – japońska grupa idolek, znana również jako Noimii (ノイミー) utworzona 24 lutego 2019 roku jako pierwsza siostrzana grupa =Love przez Rino Sashiharę, byłą członkinię AKB48, HKT48 i STU48.

## Nazwa

Logo ≠Me

Nazwa „≠Me” (nie równa mi) odzwierciedla pragnienie Sashihary, aby wszyscy „doświadczyli siebie w zupełnie nowym świetle”.

## Historia

### Przed debiutem
12 listopada 2018 roku Rino Sashihara poinformowała na Twitterze, że przeprowadzi casting do pierwszej siostrzanej grupy „=Love”, a zgłoszenia przyjmowane będą do 16 grudnia tego samego roku.

### 2019: Debiut
Finałowe przesłuchanie odbyło się 26 stycznia 2019 roku, a 24 lutego zaprezentowano 11 członkiń. Podczas prezentacji producentka grupy Rino Sashihara ogłosiła, iż grupa będzie nosić nazwę „≠Me”. Ostatnią 12 członkinię (Natsumi Kawanago) ogłoszono 8 kwietnia, ponieważ nie mogła uczestniczyć w prezentacji z powodu obowiązków szkolnych. 3 sierpnia wydali swój debiutancki utwór pod tytułem „≠Me”, dostępny wyłącznie w dystrybucji cyfrowej, a dzień później ≠Me wystąpiły wraz ze swoją siostrzaną grupą na TIF 2019.

### Od 2020: Początki kariery, pierwszy minialbum i album studyjny
Ich pierwsza trasa koncertowa, która miała rozpocząć się 19 kwietnia 2020 roku, została odwołana z powodu rozprzestrzeniania się COVID-19. 25 marca ogłoszono odwołanie koncertów w Chibie, a 14 kwietnia w Sagamiharze i Saitamie.
W kwietniu 2021 roku grupa zadebiutowała na rynku muzycznym minialbumem „Chōtokkyū ≠Me Iki” wydanym przez wytwórnię King Records. Minialbum zajął pierwsze miejsce na listach przebojów Oricon i Billboard Japan. 1 i 2 czerwca w Nakano Sun Plaza odbył się ich pierwszy solowy koncert. 14 lipca ukazał się pierwszy singel grupy „Kimi ha Kononatsu,Koi wo Suru”. Od 2 września do 1 listopada miała miejsce ich pierwsza ogólnokrajowa trasa koncertowa „≠Me 1st Tour ~Yappari, Koi o Shita~”.
23 lutego 2022 roku w Tokyo International Forum odbył się ich pierwszy koncert rocznicowy „≠Me 3rd Anniversary Premium Concert”. 25 lipca członkini Shiori Nagata oświadczyła, że 15 sierpnia następnego miesiąca wstrzyma aktywność w grupie z powodu studiów. 6 grudnia piosenka „Teyu-ka,Mirutentte Nani?” otrzymała nagrodę w kategorii Challenge w konkursie TikTok Buzzword Awards 2022.
31 marca 2023 roku miał miejsce koncert z okazji 4. rocznicy utworzenia grupy. W trakcie koncertu Shiori Nagata ogłosiła, że wznawia swą aktywność. Od 22 kwietnia do 30 czerwca dziewczyny uczestniczyły w trasie koncertowej w sześciu salach koncertowych w całym kraju. Finał trasy odbył się podczas dwudniowego koncertu w Nippon Budōkan.
3 marca 2024 roku w Musashino Forest Sports Plaza w Chōfu odbył się koncert z okazji 5. rocznicy powstania. 20 marca ukazał się ich pierwszy album zatytułowany „Springtime In You”. Album uplasował się na szczycie rankingu Oricon oraz drugim miejscu Billboard Japan.
1 lutego 2025 roku w Saitama Super Arena miał miejsce koncert poświęcony 6. rocznicy debiutu grupy.

## Członkinie
| Imię i nazwisko   | Imię i nazwisko | Data urodzenia       | Miejsce urodzenia    | Narodowość | Uwagi   |
| Hana Ogi          | 尾木波菜        | 8 maja 2003          | prefektura Chiba     | Japonia    |         |
| Kirari Ochiai     | 落合希来里      | 22 maja 2001         | prefektura Tochigi   | Japonia    |         |
| Moeko Kanisawa    | 蟹沢萌子        | 25 października 1999 | prefektura Kanagawa  | Japonia    | liderka |
| Natsune Kawaguchi | 河口夏音        | 29 lipca 2001        | prefektura Hiroszima | Japonia    |         |
| Natsumi Kawanago  | 川中子奈月心    | 26 września 2005     | Tokio                | Japonia    |         |
| Momo Sakurai      | 櫻井もも        | 13 kwietnia 2004     | prefektura Kanagawa  | Japonia    |         |
| Mirei Suganami    | 菅波美玲        | 5 lutego 2000        | prefektura Fukushima | Japonia    |         |
| Hitomi Suzuki     | 鈴木瞳美        | 13 kwietnia 2001     | Tokio                | Japonia    |         |
| Saya Tanizaki     | 谷崎早耶        | 7 października 1999  | prefektura Kumamoto  | Japonia    |         |
| Nanaka Tomita     | 冨田菜々風      | 17 lipca 2000        | prefektura Kagoshima | Japonia    |         |
| Shiori Nagata     | 永田詩央里      | 2 kwietnia 2004      | prefektura Hiroszima | Japonia    |         |
| Miyuki Honda      | 本田珠由記      | 27 lutego 2004       | prefektura Tochigi   | Japonia    |         |

## Dyskografia

### Album
| # | Tytuł             | Informacje                                                                                  | Najwyższa pozycja | Najwyższa pozycja | Najwyższa pozycja |
| # | Tytuł             | Informacje                                                                                  | Oricon            | Billboard Japan   |                   |
| - | ----------------- | ------------------------------------------------------------------------------------------- | ----------------- | ----------------- | ----------------- |
| 1 | Springtime In You | - Data wydania: 20 marca 2024 - Wydawca: King Records - Format: CD, CD+BD, digital download | 1                 | 2                 |                   |

### Minialbum
| # | Tytuł                              | Informacje                                                                                     | Najwyższa pozycja | Najwyższa pozycja | Najwyższa pozycja |
| # | Tytuł                              | Informacje                                                                                     | Oricon            | Billboard Japan   |                   |
| - | ---------------------------------- | ---------------------------------------------------------------------------------------------- | ----------------- | ----------------- | ----------------- |
| 1 | 超特急 ≠Me行き (Chōtokkyū ≠Me Iki) | - Data wydania: 7 kwietnia 2021 - Wydawca: King Records - Format: CD, CD+DVD, digital download | 1                 | 1                 |                   |

### Singel
| #  | Tytuł                                                | Rok  | Najwyższa pozycja | Najwyższa pozycja | Certyfikat RIAJ | Album               |
| #  | Tytuł                                                | Rok  | Oricon            | Billb.            | Certyfikat RIAJ | Album               |
| -- | ---------------------------------------------------- | ---- | ----------------- | ----------------- | --------------- | ------------------- |
| 1  | 君はこの夏、恋をする (Kimi ha Kononatsu,Koi wo Suru) | 2021 | 2                 | 15                | —               | Springtime In You   |
| 2  | まほろばアスタリスク (Mahoroba Asterisk)             | 2021 | 2                 | 8                 | —               | Springtime In You   |
| 3  | チョコレートメランコリー (Chocolate Melancholy)      | 2022 | 1                 | 4                 | Złoto           | Springtime In You   |
| 4  | す、好きじゃない! (Su,Sukijanai!)                    | 2022 | 2                 | 6                 | Złoto           | Springtime In You   |
| 5  | はにかみショート (Hanikami Short)                    | 2022 | 2                 | 4                 | Złoto           | Springtime In You   |
| 6  | 天使は何処へ (Tenshi wa Doko e)                      | 2023 | 2                 | 6                 | Złoto           | Springtime In You   |
| 7  | 想わせぶりっこ (Omowase Burikko)                     | 2023 | 3                 | 5                 | Platyna         | Springtime In You   |
| 8  | アンチコンフィチュール (Anti Confiture)              | 2023 | 1                 | 4                 | Platyna         | Springtime In You   |
| 9  | 夏が来たから (Natsu ga Kitakara)                     | 2024 | 3                 | 4                 | Platyna         | Singel spoza albumu |
| 10 | モブノデレラ (Mob-no-derella)                        | 2025 | 1                 | 4                 | Platyna         | Singel spoza albumu |
| 10 | 神様の言うとーり! (Kamisama no Iutori!)              | 2025 | 1                 | —                 | Platyna         | Singel spoza albumu |

## Grupy siostrzane
- =LOVE
- ≒JOY